# Setophaga chrysoparia
La reinita caridorada (Setophaga chrysoparia), también denominada chipe negriamarillo dorsinegro, chipe caridorado, chipe de mejillas amarillas, chipe dorsinegro, reinita cachetidorada y reinita pechinegra, es una especie de ave paseriforme de la familia de los Parulidae. Se reproduce en Texas (Estados Unidos) y pasa el invierno en México y América Central. Se considera una especie en peligro de extinción.
Los adultos miden 11 o 12 cm de largo. Exhiben un ligero dimorfismo sexual. Los machos adultos son de cara amarilla con una raya transocular negra. Las partes dorsales (desde la frente hasta la cola), la garganta y el pecho son negros, con dos rayas blancas en cada ala y algunas plumas blancas en la cola. El vientre y los flancos son blancos, con algunas manchas negras.
Las hembras son similares al macho, pero con las partes dorsales oliváceas con rayas negruzcas y garganta y pecho amarillentos. 
Los individuos juveniles resultan similares a las hembras adultas.
Anida en Texas, principalmente en el altiplano Edwards, en el centro del estado. Prefiere áreas boscosas de enebros y encinas, y se alimenta sobre todo de insectos, larvas y arácnidos. Construye un nido elaborado de corteza y telarañas.
Migra en otoño a lo largo de la Sierra Madre Occidental para finalmente pasar el invierno en el estado mexicano de Chiapas, Guatemala, Honduras y norte de Nicaragua, en altitudes medianas a elevadas, con áreas boscosas húmedas.
Se considera en peligro de extinción porque los bosques donde anida se han reducido para el aprovechamiento de madera, el clareo para áreas de pastoreo, o la inundación por la construcción de presas.